# Texas A&M Aggies

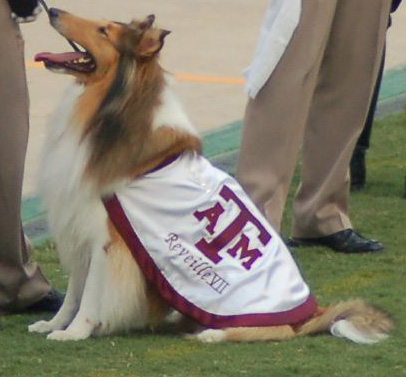
Reveille, la mascota.

Texas A&M Aggies (en español: Aggies de la Universidad de Texas A&M) es la denominación que reciben los equipos deportivos de la Universidad de Texas A&M en College Station, Texas. Los Aggies participan en las competiciones universitarias organizadas por la NCAA, y forman parte de la Southeastern Conference, a la que se incorporaron en 2012 procedentes de la Big 12 Conference. El sobrenombre de Aggies es debido a las iniciales Ag tradicionales de las facultades y universidades de estudios agrícolas.

## Fútbol americano
Es el equipo más exitoso de la universidad, habiendo logrado, desde su creación en 1894, un campeonato nacional en 1939, 19 títulos de conferencia y dos de división. Además, de los Aggies han salido 9 jugadores de la NFL y 4 entrenadores que posteriormente han entrado en el Hall of Fame. Los Aggies siempre han sido uno de los equipos punteros en fútbol americano, excepto en el periodo de 1944 a 1971, cuando tan solo se alzaron con dos títulos de conferencia.
El equipo juega de local en el Kyle Field, que cuenta con capacidad para 102.733 espectadores, siendo el cuarto estadio de fútbol americano de mayor capacidad.

## Baloncesto
En baloncesto masculino también han recibido alegrías. Los Aggies poseen 11 campeonatos de conferencia, 2 títulos de torneo de conferencia y 7 apariciones en el torneo de la NCAA.
En baloncesto femenino, la experiencia es similar. El equipo ha logrado aparecer en el torneo de la NCAA en dos ocasiones, ha ganado un título NWIT y un título de conferencia antes de entrar en la Big 12.

## Béisbol y sófbol
En béisbol el equipo ha logrado 15 títulos de conferencia suroeste, dos títulos de Big 12 y 4 apariciones en las College World Series. En sófbol, poseen el título de conferencia ganado en 2005.